# Уокер, Лерой
Лерой Поуп Уокер (англ. LeRoy Pope Walker; 7 февраля 1817, Хантсвилл (Алабама) — 23 августа 1884, Хантсвилл (Алабама) — первый военный министр Конфедерации штатов Америки (1861).

## Биография
Лерой Поуп Уокер родился 7 февраля 1817 года Хантсвилле, Алабама во влиятельной семье (его предки были среди первых поселенецев и основателей города). Родители — Джон Вильямс Уокер и Матильда Поуп. В 1833—1835 годах учился в университете Алабамы, а позднее в университете Виргинии. В 1837 году он начал адвокатскую практику, а также некоторое время являлся судьёй выездного окружного суда и занимал ряд других должностей. В 1840-х годах Уокер стал влиятельным политиком в Демократической партии, от которой избирался в Палату представителей штата, а в 1847 и 1849 годах председательствовал в ней. В 1846 году он принял участие в Расселвиллском конвенте (Russellville Convention), резолюция которого требовала сохранения рабовладения на новых территориях США, а после принятия в 1850 году в состав США Калифорнии как свободного штата представлял Алабаму в Нэшвиллском конвенте, где южные штаты вырабатывали общие меры противодействия.
После отделения южных штатов, 25 февраля 1861 года Джефферсон Дэвис назначил Лероя Уокера военным министром Конфедерации, и в течение шести месяцев тот организовал набор в армию около 200 тыс. военнослужащих. Тем не менее, он не сумел решить множество проблем, вставших перед его ведомством, а также преодолеть конфликты с губернаторами штатов, противившимся концентрации власти в Ричмонде.
10 апреля 1861 года генерал Борегар получил приказ Лероя Уокера об установлении контроля над фортом Самтер, и после нескольких дней осады 14 апреля гарнизон федеральной армии под командованием майора Андерсона оставил форт, что положило начало Гражданской войне в США. 16 сентября 1861 года Уокер ушёл в отставку, получил звание бригадного генерала и отправился в Алабаму, где принял командование 17-й дивизией, но в марте 1862 года оставил армию, так и не приняв участия в боях.
С конца 1864 до начала 1865 года Уокер был судьёй военного суда в Алабаме, а по окончании Гражданской войны вернулся к адвокатской практике. В 1875 году он председательствовал на Алабамском конституционном конвенте (Alabama Constitutional Convention), который положил конец политике Реконструкции в штате.
Наибольший общественный резонанс в юридической практике Уокера получил оправдательный вердикт суда присяжных 17 апреля 1884 года по делу Фрэнка Джеймса, обвинённого в нескольких ограблениях и после двадцати лет пребывания в розыске добровольно сдавшегося лично губернатору Миссури Криттендену.
Лерой Поуп Уокер умер 23 августа 1884 года в Хантсвилле.